# Vuelo 210 de VASP
El vuelo 210 de VASP era un vuelo regular nacional de pasajeros desde Guarulhos a Belo Horizonte, operado por Viação Aérea São Paulo (VASP), con sede en São Paulo (Brasil). El 28 de enero de 1986, el avión se salió del final de la pista de rodaje desde la que intentaba despegar por error y chocó contra un terraplén, matando a un pasajero e hiriendo a otros nueve.

## Aeronave
La aeronave implicada en el accidente fue un Boeing 737-2A1, matrícula PP-SME, con 16 años y 7 meses de servicio.Tuvo su primer vuelo el 16 de julio de 1969. El avión estaba propulsado por dos motores turbofan Pratt & Whitney JT8D-7.

## Accidente
El 28 de enero de 1986, una densa niebla cubrió el aeropuerto internacional de São Paulo-Guarulhos. Los pilotos sin darse cuenta se alinearon con la calle de rodaje en lugar de con la pista 09L. A una velocidad de unos 135 nudos (250 km/h; 155 mph), se canceló el despegue y se aplicó el frenado. A las 07:32 el avión se salió del final de la calle de rodaje y chocó contra un dique, rompiendo en dos la parte delantera del fuselaje y aplastando la cabina. Un pasajero murió y el avión fue dado de baja.

## Causa
La combinación de la intensa niebla y la falta de conocimiento del piloto sobre la configuración de la pista y la calle de rodaje del nuevo aeropuerto provocaron el accidente. Un factor importante en el incidente fue también la falta de radares terrestres y vehículos de calles de rodaje.